# If You Love Me, Let Me Know
If You Love Me, Let Me Know es el primer álbum recopilatorio de la cantante britanicoaustraliana Olivia Newton-John. Fue publicado en mayo de 1974 a través del sello discográfico MCA Records.

## Contenido
If You Love Me, Let Me Know incluye temas de sus primeros 3 álbumes de estudio y también incluye 1 tema que de otro modo solo hubiera estado disponible como sencillo. Las pistas se grabaron en dos estudios de grabación de Londres, Inglaterra: EMI y CSS Studios. «I Honestly Love You» se grabó en este último estudio. “Era un estudio muy pequeño”, dijo Newton-John. “John y el ingeniero estaban sentados encima de mi cabeza y no podían moverse mientras estábamos grabando, porque se podía escuchar el chirrido de las tablas del piso a través de los micrófonos”. Aunque John cantó la canción tres veces, fue la primera toma que formó parte del álbum. También incluye «Changes», un tema original de Newton-John. "Esa fue la primera canción que escribí y grabé", dijo. “John [Farrar] me enseñó algunas cosas de afinación abierta y estaba tocando con una guitarra y la canción se me ocurrió. Tenía una amiga de al lado que se estaba divorciando. Se la mostré a Bruce Welch y le gustó mucho”.

## Recepción de la crítica
Un escritor no especificado de la revista Billboard escribió: “Aunque ha obtenido grandes resultados en los últimos meses como cantante de melodías con sabor a country, Olivia Newton-John comenzó su carrera como cantante de pop y folk y este LP es su mejor muestra hasta el momento de sus habilidades en todos los aspectos. El material country está aquí, pero también lo están las melodías folk, los cortes de rock suave y las baladas directas. Si bien la artista no tiene la voz más poderosa del mundo, hace un excelente uso del rango que sí tiene y la ayuda de la producción de John Farrar y Bruce Welch”.

## Lista de canciones
| Lado uno |                                |                             |                        |          |  |
| N.º      | Título                         | Escritor(es)                | Lanzamiento original   | Duración |  |
| 1.       | «If You Love Me (Let Me Know)» | John Rostill                | Non-album single, 1974 | 3:12     |  |
| 2.       | «Mary Skeffington»             | Gerry Rafferty              | Olivia, 1972           | 2:27     |  |
| 3.       | «Country Girl»                 | Alan Hawkshaw Peter Gosling | Long Live Love, 1974   | 3:47     |  |
| 4.       | «I Honestly Love You»          | Peter Allen Jeff Barry      | Long Live Love, 1974   | 3:36     |  |
| 5.       | «Free the People»              | Barbara Keith               | Long Live Love, 1974   | 3:17     |  |

| Lado dos |                           |                                                     |                       |          |  |
| N.º      | Título                    | Escritor(es)                                        | Lanzamiento original  | Duración |  |
| 1.       | «The River's Too Wide»    | Bob Morrison                                        | Long Live Love, 1974  | 3:16     |  |
| 2.       | «Home Ain't Home Anymore» | John Farrar Peter Robinson                          | Long Live Love, 1974  | 2:50     |  |
| 3.       | «God Only Knows»          | Brian Wilson Tony Asher                             | Long Live Love, 1974  | 2:47     |  |
| 4.       | «Changes»                 | Olivia Newton-John                                  | Olivia, 1972          | 2:27     |  |
| 5.       | «You Ain't Got the Right» | Dennis Locorriere Ray Sawyer Ron Haffkine Jay David | Let Me Be There, 1973 | 3:29     |  |

## Créditos y personal
Créditos adaptados desde las notas de álbum de If You Love Me, Let Me Know.
Personal técnico
- John Farrar – productor en todas las canciones, arreglos en todas las canciones excepto «Country Girl», «I Honestly Love You» y «Changes»
- Bruce Welch – productor en «Mary Skeffington» y «Changes»
- Peter Vince – ingeniero de audio
- Simon Skolfield – ingeniero de audio
- Alan Hawkshaw – arreglos en «Country Girl» y «I Honestly Love You»
- Nick Ingman – arreglos en «Changes»
- Patrick Litchfield – fotografía

## Certificaciones y ventas
| País                  | Certificación | Ventas  |
| --------------------- | ------------- | ------- |
| Estados Unidos (RIAA) | Oro           | 500 000 |
| Canadá (Music Canada) | 2× Platino    | 200 000 |